# Поджо-Торріана
Поджо-Торріана (італ. Poggio Torriana) — муніципалітет в Італії, у регіоні Емілія-Романья, провінція Ріміні. Муніципалітет утворено 1 січня 2014 року шляхом об'єднання муніципалітетів Поджо-Берні та Торріана.
Поджо-Торріана розташоване на відстані близько 240 км на північ від Рима, 100 км на південний схід від Болоньї, 13 км на захід від Ріміні.
Населення — 5123 особи (2014).
Щорічний фестиваль в Поджо відбувається 23 квітня. Покровитель — святий Юрій.

## Демографія
Населення за роками:

## Сусідні муніципалітети
- Боргі
- Сантарканджело-ді-Романья
- Веруккьо
- Новафельтрія
- Сан-Лео
- Сольяно-аль-Рубіконе